# Mistaken
Mistaken es una película de 2004 dirigida por Eric Colley y protagonizada por Cam Gigandet, Hallie Shepherd y Norm Mays.

## Trama
Joe y Annie están en problemas. Se suponía que tenía que ser un viaje divertido, pero Joe hace una broma en una autopista que va demasiado lejos.

## Elenco
- Cam Gigandet como Joe.
- Hallie Shepherd como Annie.
- Norm Mays como Hitchhiker.
- Lee Rahfeldt como Anciano.